# Пьянфеи
Пьянфе́и (итал. Pianfei) — коммуна в Италии, располагается в регионе Пьемонт, в провинции Кунео.
Население составляет 2073 человека (2008 г.), плотность населения составляет 137 чел./км². Занимает площадь 15 км². Почтовый индекс — 12080. Телефонный код — 0174.
Покровителем коммуны почитается святой Иоанн Предтеча, празднование 24 июня.

## Демография
Динамика населения:

## Администрация коммуны
- Официальный сайт: http://www.comune.pianfei.cn.it